# El Assafia
El Assafia (em árabe: العاسفية) é uma cidade e comuna localizada na província de Laghouat, Argélia. Segundo o censo de 2008, a população total da cidade era de 5 618 habitantes.